# Nothochlaena fraseri
Nothochlaena fraseri là một loài thực vật có mạch trong họ Pteridaceae. Loài này được (Mett. ex Kuhn) Baker mô tả khoa học đầu tiên.